# Mellanhedsskolan

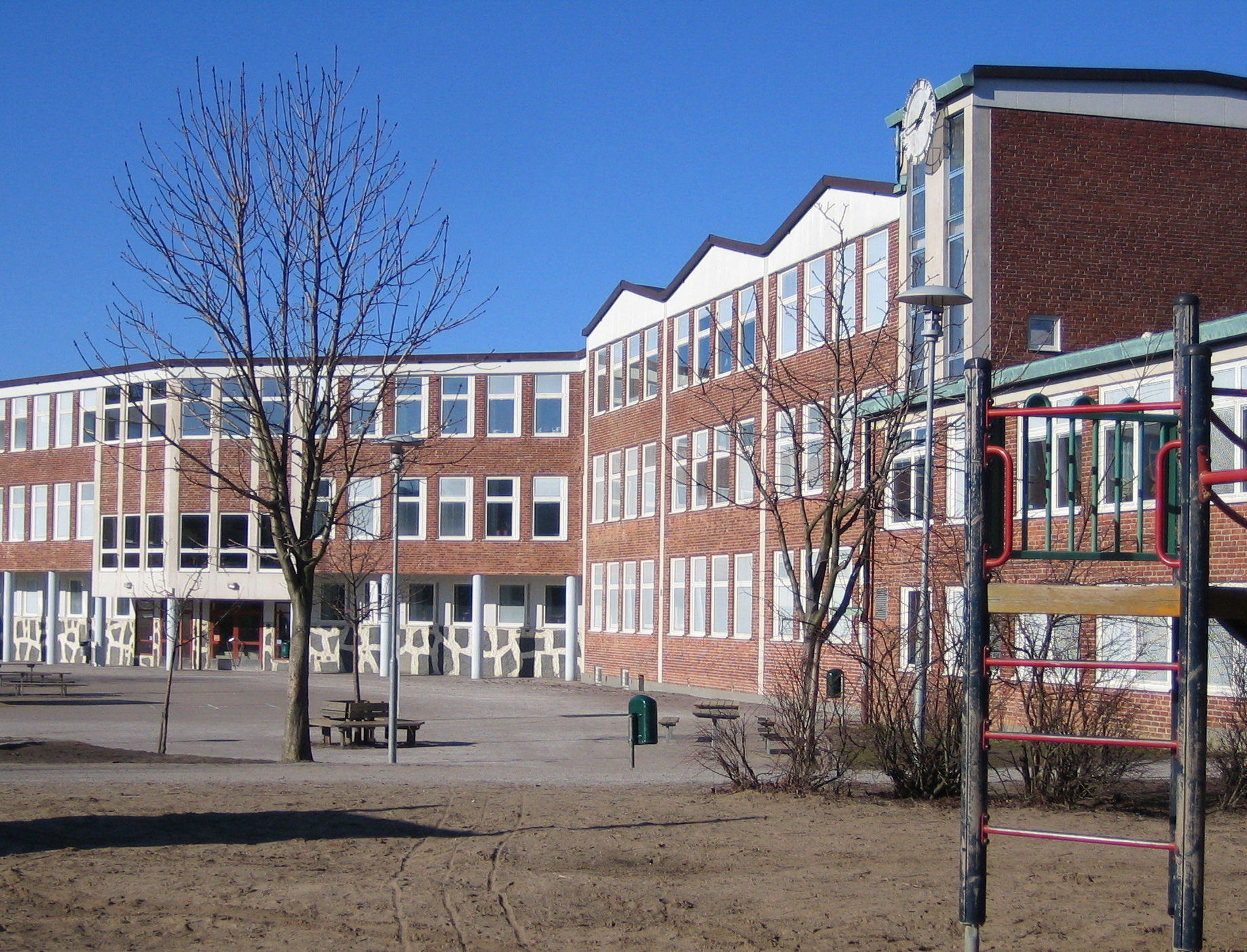
Mellanhedsskolan 2006.

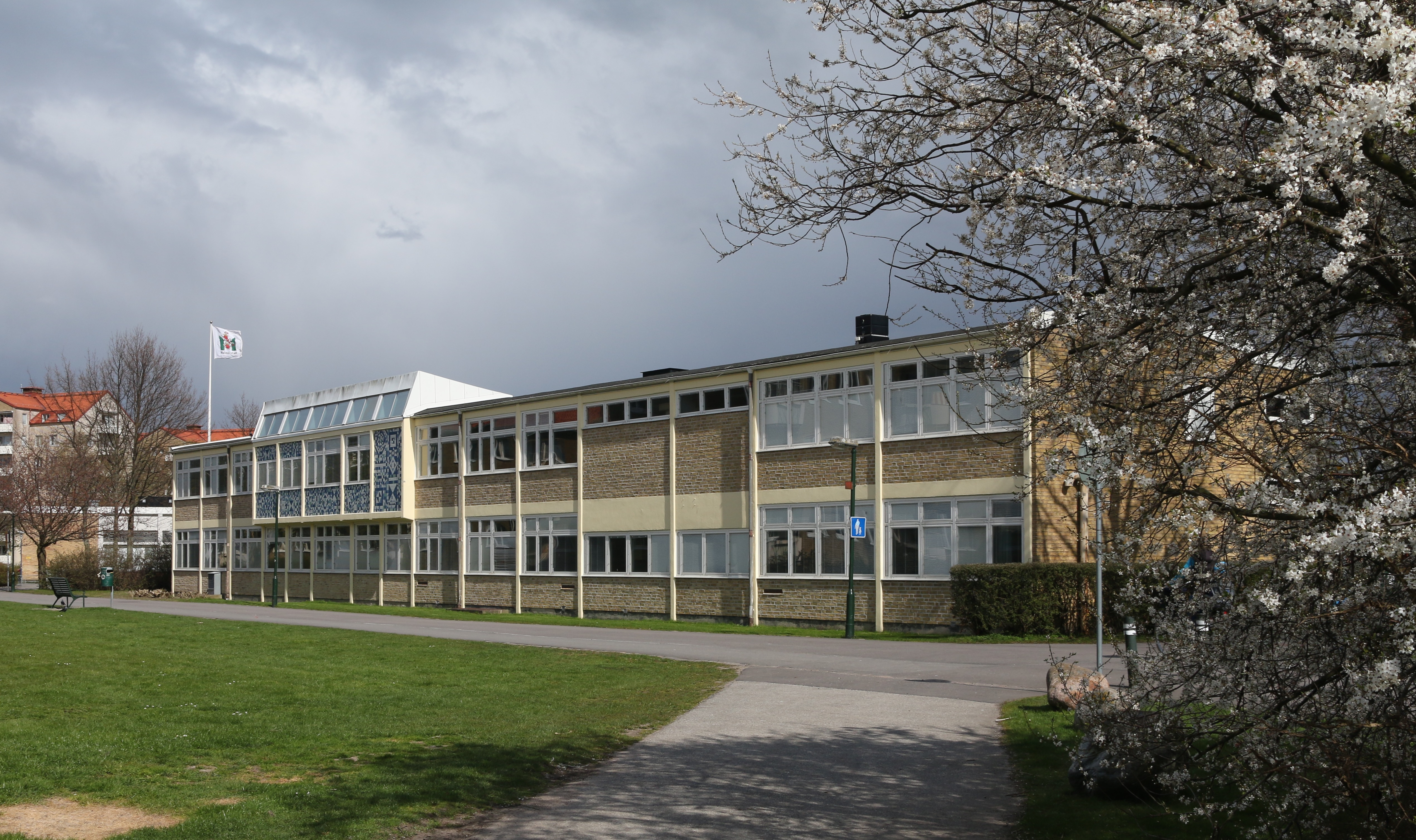
tidigare Slottstadens skola.

Mellanhedsskolan är en kommunal grundskola i delområdet Mellanheden i Malmö. 
Huvudbyggnaden, som stod klar 1955, är ritad av arkitekten Hans Westman, medan stadsplanen utfördes av Gunnar Lindman. Mellanhedsskolan var den första av en rad skolor som ritades av Westman. Den består av flera sammanlänkade byggnadskroppar, vilka bildar en med avseende på form, våningshöjd och material omväxlande miljö och utgör vad arkitekten kallade en "skolstad" . Arkitekturen kan betecknas som nyrealism och i fasadernas korsvirkesmotiv och gråstenspartier framträder arkitektens intresse för regional arkitektur. 2022 övertogs lokaler som tidigare var Slottsstadens skola. Det innebär att Mellanhedsskolan har verksamhet på två skolenheter.
Skolan fick 2007 Svensk Solenergis pris för sina 184 kvadratmeter solceller.
Skolan har från 2024 verksamhet för elever i förskoleklass till och med årskurs 9. Mellanhedskolan har 2024 ungefär 940 elever.